# Lander
- Para a cidade homónima do estado do Nevada, consulte Lander

Lander é um município da Venezuela localizado no estado de Miranda.
A capital do município é a cidade de Ocumare del Tuy.